# Diodora harrassowitzi
Diodora harrassowitzi is een slakkensoort uit de familie van de Fissurellidae. De wetenschappelijke naam van de soort is voor het eerst geldig gepubliceerd in 1927 door Ihering.